# Cremenea (okręg Kluż)
Cremenea – wieś w Rumunii, w okręgu Kluż, w gminie Bobâlna. W 2011 roku liczyła 90 mieszkańców.